# Sweet Surrender
Sweet Surrender es el cuarto álbum de estudio de la cantante estadounidense Margie Joseph. Fue publicado en enero de 1974 a través de Atlantic Records.

## Recepción de la crítica
Un escritor no especificado de Billboard indicó que, “si bien su fraseo y entonación todavía se inclinan hacia algunas princesas del soul más establecidas, su progreso apunta hacia una rápida aceptación. La rica producción de Arif Mardin, destacada por algunos de los mejores veteranos de sesión de Nueva York, proporciona el escaparate adecuado para la incisiva voz del artista en [Sweet Surrender]”.

## Lista de canciones
| Lado uno |                              |                                         |          |  |
| N.º      | Título                       | Escritor(es)                            | Duración |  |
| 1.       | «Come Lay Some Lovin' on Me» | Paul Kelly                              | 3:55     |  |
| 2.       | «(Strange) I Still Love You» | Norman Harris Mikki Farrow Jerry Butler | 3:30     |  |
| 3.       | «Come with Me»               | Kelly                                   | 3:13     |  |
| 4.       | «Baby I'm-a Want You»        | David Gates                             | 3:03     |  |
| 5.       | «To Know You Is to Love You» | Stevie Wonder                           | 3:28     |  |

| Lado dos |                                |                                |          |  |
| N.º      | Título                         | Escritor(es)                   | Duración |  |
| 1.       | «If I'm Still Around Tomorrow» | Ralph MacDonald William Salter | 3:09     |  |
| 2.       | «My Love»                      | Linda McCartney Paul McCartney | 4:25     |  |
| 3.       | «Ridin' High»                  | Margie Joseph Arif Mardin      | 3:24     |  |
| 4.       | «He's Got a Way»               | William Joel                   | 3:45     |  |
| 5.       | «Sweet Surrender»              | Gates                          | 2:55     |  |

## Créditos y personal
Créditos adaptados desde las notas de álbum de Sweet Surrender.
Músicos
- David Spinozza – guitarra (1–8, 10)
- Norman Harris – guitarra (1, 3, 5–7, 10)
- Cornell Dupree – guitarra (4, 8, 9)
- Hugh McCracken – guitarra (9)
- Pat Rebillot – teclados (1–3, 5–7, 10)
- Richard Tee – teclados (1–10), órgano (8)
- Bob Babbitt – bajo eléctrico (1–3, 5–7, 10)
- Chuck Rainey – bajo eléctrico (4, 8)
- Jerry Jemmott – bajo eléctrico (9)
- Andrew Smith – batería (1–3, 5–7, 10)
- Bernard Purdie – batería (4, 8, 9)
- Ralph MacDonald – percusión (1–3, 5–7, 10)
- Norman Pride – percusión (8)
- Stan Free – sintetizador (1)
- Ken Bichel – sintetizador (5, 6)
- Cissy Houston, Myrna Smith, Sylvia Shemwell, Judy Clay, Deidre Tuck, Gwen Guthrie – coros
- Gene Orlof – concertino

Personal técnico
- Arif Mardin – productor, arreglos, mezclas, conductor
- Gene Paul – ingeniero de audio
- Lew Hahn, Jimmy Douglass, Bobby Warner – grabaciones adicionales

Diseño
- Merrill A. Roberts – fotografía de portada
- David Gahr – fotografía de contraportada
- Ira Friedlander – diseño de portada
- Helen Pieniek – diseño de contraportada

## Posicionamiento
| Gráfica (1974)                            | Pico de posición |
| ----------------------------------------- | ---------------- |
| Estados Unidos (Billboard Top LPs & Tape) | 165              |
| Estados Unidos (Billboard Soul LPs)       | 56               |